# Горковенко, Станислав Константинович
Станислав Константинович Горковенко (30 января 1938, Баку, СССР — 26 ноября 2018, Санкт-Петербург, Россия) — советский и российский дирижёр и композитор; Народный артист РСФСР (1986); главный дирижёр Оркестра имени В. П. Соловьева-Седого (бывший Государственный оркестр Радио и Телевидения, ныне — Губернаторский симфонический оркестр Санкт-Петербурга); заместитель председателя Союза концертных деятелей СПб; лауреат премии Правительства Санкт-Петербурга в области литературы, искусства и архитектуры; профессор Санкт-Петербургской консерватории; академик Петровской академии наук и искусств.

## Биография
С. К. Горковенко родился в 1938 году в Баку, окончил музыкальную школу-десятилетку по классу фортепиано и в 1964 году (Центральный Государственный архив литературы и искусства Санкт-Петербурга, фонд Р-364, опись 1-3, дело 414, лист 62) дирижёрско-хоровой факультет Бакинской государственной консерватории, после чего окончил дирижёрско-симфонический факультет и аспирантуру Ленинградской государственной консерватории им. Н. А. Римского-Корсакова.
В 1967-1968 годах работал в качестве дирижера любительского симфонического оркестра Ленинградского Дворца культуры работников просвещения, бывший Юсуповский дворец, набережная реки Мойки, д. 94 (Центральный Государственный архив литературы и искусства Санкт-Петербурга, фонд Р-364, опись 1-3, дело 414, лист 62, дело 427, лист 97). )В 1967—1978 годах руководил оркестрами Ленинградского мюзик-холла, а затем Театра музыкальной комедии. С 1978 года возглавлял Оркестр им. В. П. Соловьева-Седого Лентелерадиокомитета. Сотрудничал также с оркестром Ленинградской филармонии. Работал на киностудии «Ленфильм» и в фирме «Мелодия». Занимал пост заместителя председателя Союза концертных деятелей РФ.
Был женат, имел сына и дочь.
Похоронен на «Литераторских мостках» Волковского кладбища.

## Творчество
В начале дирижёрской карьеры, в Театре музыкальной комедии соучаствовал в постановке спектаклей «Прекрасная Елена», «Мистер Икс», «Свадьба с генералом».
Основная часть творческого пути Горковенко была связана с Эстрадно-симфоническим оркестром Ленинградского телевидения и радио имени В. П. Соловьева-Седого (ныне — Губернаторский симфонический оркестр Санкт-Петербурга). Под управлением Горковенко данным оркестром записано более 75 виниловых пластинок и более 50 CD с музыкой ко всем балетам П. И. Чайковского, симфониями В. А. Моцарта, Д. Д. Шостаковича, Й. Гайдна, Р. Шумана, а также с музыкой современных  композиторов.
С 1998 г. под председательством С. К. Горковенко проводился ежегодный Санкт-Петербургский конкурс молодых исполнителей и авторов романсов «Весна романса», а в сопровождении Губернаторского оркестра с неизменными аншлагами проходил Фестиваль романса «Петербургская осень».
Как партнёр киностудии «Ленфильм» и фирмы «Мелодия» участвовал в создании свыше 60 фильмов, в том числе «Продавец птиц», «Марица», «Вольный ветер», «Голубые города».

## Фильмография
- «Рыцарь из Княж-городка» (1978)
- «Уходя — уходи» (1978)
- «Старое танго» (1979)
- «Казначейша» (1980)
- «Трижды о любви» (1981)
- «Личная жизнь директора» (1981)
- «Родная сторона» (1981)
- «Продавец птиц» (1982)
- «Остров сокровищ» (1982)
- «Анюта» (1982)
- «В старых ритмах» (1982)
- «Ослиная шкура» (1982)
- «Вольный ветер» (1983)
- «Дом у дороги» (1984)
- «Голубые города» (1985)
- «Марица» (1985)
- «Грустить не надо» (1985)
- «Воскресный папа» (1985)
- «Зимняя вишня» (1985)
- «Удивительная находка, или Самые обыкновенные чудеса» (1986)
- «В Крыму не всегда лето» (1987)
- «Ищу друга жизни» (1987)
- «Благородный разбойник Владимир Дубровский» (1988)
- «Цыганский барон» (1988)
- «Бродячий автобус» (1989)
- «Тартюф» (1992)
- «Зимняя вишня 3» (1995)
- «Возвращение „Броненосца“» (1996)
- «Цирк сгорел, и клоуны разбежались» (1997)

## Награды и звания
- Заслуженный артист РСФСР (1977)
- Народный артист РСФСР (1986)
- Орден Почёта (29.09.2008)
- Благодарность Законодательного Собрания Санкт-Петербурга (14.10.2015)[3].
- Лауреат премии Правительства Санкт-Петербурга в области литературы, искусства и архитектуры